# World of Omnia
World of Omnia is een muziekalbum van de Nederlandse pagan-folkband Omnia, dat in 2009 uitkwam.
De nummers op dit album betreffen voor een deel oude, geremasterde Omnia-nummers, nieuwe opnamen en twee originele tracks.

## Nummers
1. Alive!
2. Tine Bealtaine
3. Old Man Tree
4. Auta Luonto
5. Were you at the rock?
6. Richard Parker's Fancy
7. Dúlamán
8. Wytches' Brew
9. The Raven
10. Dil Gaya
11. Odi et Amo
12. Niiv
13. En avant Blonde
14. Etrezomp-ni Kelted